# Хоккайдоський педагогічний університет
Хоккайдоський педагогічний університет (яп. 北海道教育大学, ほっかいどうきょういくだいがく; англ. Hokkaido University of Education) — державний дослідницький університет у Японії. Розташований за адресою: префектура Хоккайдо, місто Саппоро, район Кіта, квартал Айносато, Ґодзьо 3-1-3. Відкритий 1949 року. Скорочена назва — Хоккьо́-да́й (яп. 北教大, ほっきょうだい).

## Факультети
- Педагогічний факультет (яп. 教育学部)

## Аспірантура
- Педагогічна аспірантура (яп. 教育学研究科)